# Živojin Mišić

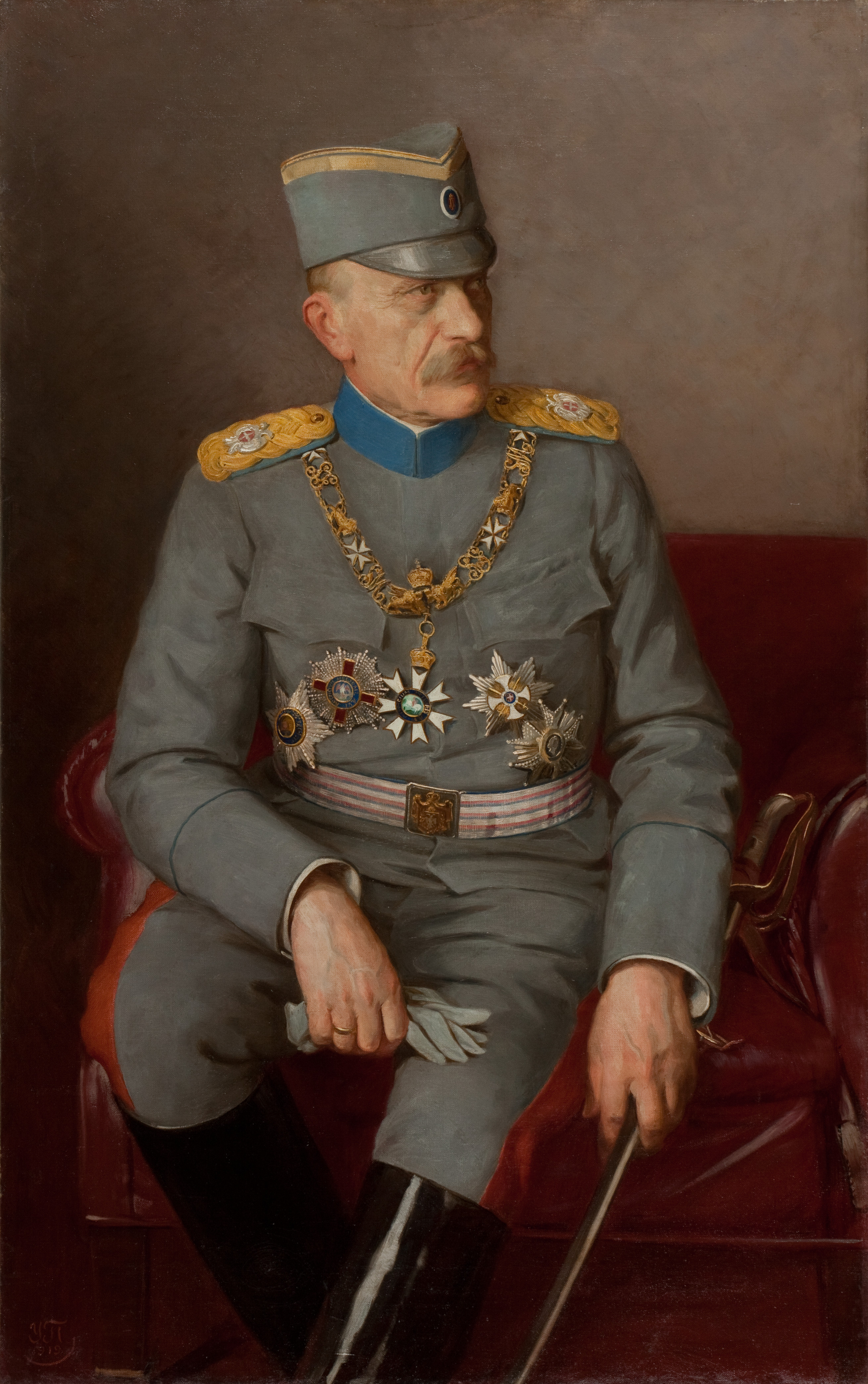
Živojin Mišić

Živojin Mišić (Живојин Мишић), född 19 juli 1855 i Mionica, död 20 januari 1921 i Belgrad, var en serbisk militär. 
Mišić blev officer 1876, generalstabsofficer, överste 1901 och general 1912. Han var under Balkankrigen 1912–13 och första världskrigets första skede generalstabschefen Radomir Putniks närmaste man. Som chef för första armén (november 1914) tillfogade han den 3 december österrikarna ett avgörande nederlag vid Rudnik, så att de måste utrymma landet. 1915 års fälttåg slöts med serbiska härens upplösning. Under återtåget övertog Mišić, som utnämnts till fältmarskalk (vojevod), generalstabschefsbefattningen efter Putnik, som insjuknat. I augusti 1917 blev Mišić åter chef för första armén, på Thessaloníkifronten, och i juni 1918 generalstabschef. Som sådan bidrog han i hög grad till den slutliga segern.